# Merijärvi

Huy hiệu của Merijärvi

Merijärvi là một đô thị của Phần Lan.
Đô thị này nằm ở tỉnh Oulu trong vùng Bắc Ostrobothnia. Đô thị này có dân số 1.312 (2003) với diện tích là 231,86 km² trong đó có 2,12 km² là diện tích mặt nước. Mật độ dân số là 5,7 người trên mỗi km².
Đô thị này chỉ sử dụng tiếng Phần Lan.